# Emir Ali ibn Muhammad und die Sklavin Munis

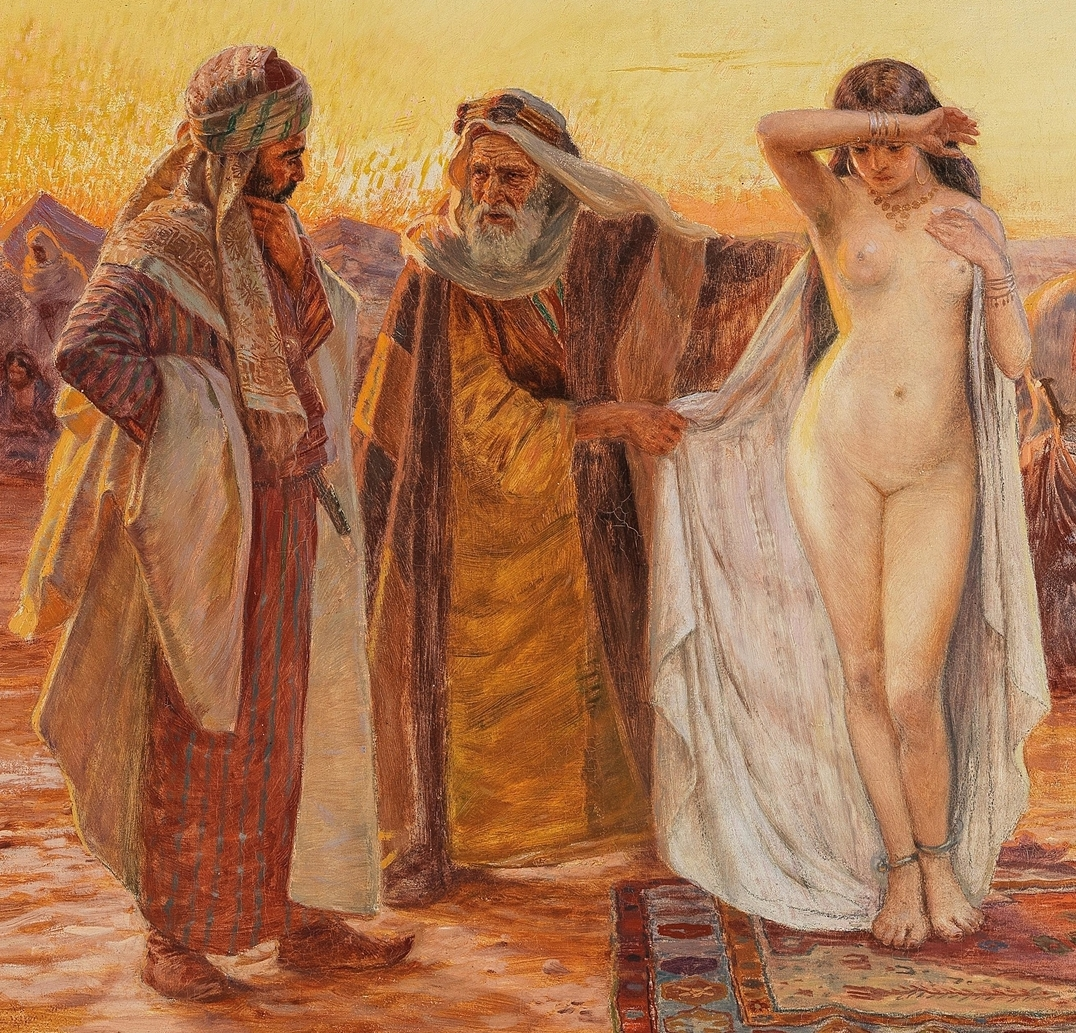
Die Sklavin Munis wird dem Emir Ali ibn Muhammad zum Kauf angeboten. Gemälde von Otto Pilny (1866–1936).

Emir Ali ibn Muhammad und die Sklavin Munis ist eine Erzählung aus den Märchen aus Tausendundeiner Nacht. In der Arabian Nights Encyclopedia wird sie als ANE 153 gelistet.
Die Erzählung berichtet vom Kauf einer Sklavin durch einen Emir.

## Handlung
Einst wurde dem Emir Ali ibn Muhammad ibn Abdallah ibn Tahir eine Sklavin zum Kauf angeboten. die den Namen Munis trug. Sie war eine schöne und feingebildete Jungfrau, die zudem zu dichten wusste. Emir Ali fragte sie zunächst nach ihrem Namen, senkte dann lange den Blick und sprach schließlich die Verse: „Was sagst du nur von dem, an dem die Krankheit frisst, um deiner Liebe willen, sodass er ratlos ist?“
Die Sklavin Munis erwiderte: „Allah stärke die Macht des Emir!“ und sprach den Vers: „Wenn wir den, der liebt, in seinem schweren Leid, der Liebe schau'n, so sei ihm unsere Huld geweiht!“
Emir Ali erwarb die Sklavin Munis für siebzigtausend Dirham und zeugte mit ihr Ubaidullah ibn Muhammad, einen Mann, der viele treffliche Eigenschaften besaß.

## Hintergrund
Die Geschichte findet sich in den ägyptischen Manuskripten und den meisten frühen arabischen Druckausgaben des 19. Jahrhunderts. Richard Francis Burton und Enno Littmann griffen für ihre Sammlungen auf die Kalkutta-II-Edition zurück.

Das Reich der Tahiriden im Jahr 836, basierend auf den detaillierten Angaben des Geografen Ibn Chordadhbeh.

Der Name Emir Ali ibn Muhammad ibn Abdallah ibn Tahir lässt eine mutmaßliche Mitgliedschaft zur Tahiriden-Dynastie zu, die von 821 bis 873 weite Teile des heutigen Iran, Afghanistan und des zentralasiatischen Raumes beherrschten; allerdings findet sich in der Liste der Emire der Tahiriden-Dynastie kein historischer Emir, der namentlich mit dem besagten Emir der Erzählung identifizierbar ist.

## Ausgaben
- Enno Littmann: Die Erzählungen aus den tausendundein Nächten, Insel Verlag, Frankfurt 1968, Band 3, S. 591.